# 2019年の競輪
2019年の競輪（2019ねんのけいりん）では、2019年（平成31年および令和元年）の競輪関連の記述と、GP・GI・GII・GIIIを中心としたレースの優勝者及び、獲得賞金ランキング30位までの選手等をまとめる。
2018年の競輪 - 2019年の競輪 - 2020年の競輪

## できごと
広報活動、記録、人事、実施（開始）・終了、その他事象　※記載の級班はできごと当日時点

### 1月
- 07日 - 【実施】 松戸競輪場で、ミッドナイト競輪を開始（全国16場目）[1]。→ 2018年8月13日

- 15日 - 【人事】 アトランタオリンピック銅メダリストの十文字貴信（茨城・75期、S2）が、選手登録消除され引退[2][3][4]。1996年のアトランタオリンピック1000mタイムトライアルで3位入賞を果たし、プロの競輪選手として初めてオリンピックの自転車競技で銅メダルを獲得した（注：坂本勉が競輪選手になる前のアマチュア時代にロサンゼルスオリンピック男子スプリントで銅メダルを獲得している）。晩年は落車による骨折や持病の腰痛の悪化で長期欠場を余儀なくされたこともあり、引退を決意した[3]。だが事前の報道は一切なく、マスコミで報道されたのは引退したことが判明してからであった[3][4]。通算1512戦186勝、優勝22回。

- 16日 - 【記録】 奥井迪（東京・106期、L1）が、高知競輪（FI）2日目第7レースにて1着となり、ガールズケイリンで初となる通算300勝（414戦目）を達成[5]。登録日から4年9ヶ月6日（登録日を含まない）での達成であり、ガールズケイリンにおいて登録日から7年以内という規程に基づきJKAより表彰対象となった。2月10日、奥井のホームバンクである立川競輪場にて通算300勝表彰式が執り行われた[6]。

- 16日 - 【広報】 SPEEDチャンネルのキャンペーンユニット、スピーチーズが本年3月末をもって活動休止と発表（競輪場イベントは3月15日-17日の防府G3が最後になった）[7][8]。

- 30日 - 【実施】 JKAは、女子新人選手によるチャンピオンレース「ガールズ フレッシュクイーン」第1回大会（112期・114期が対象）を、4月14日の高知競輪（GIII）第9レースにて開催することを発表[9]。

### 2月
- 05日 - 【実施】 川崎競輪場で、ミッドナイト競輪を開始（全国17場目）[10]。→ 2018年8月13日

- 07日 - 【実施】 函館競輪場、四日市競輪場で、ミッドナイト競輪を4月（函館）ないし5月（四日市）から開始（開催は全国20・21場目）することを発表[11][12]。→ 4月14日、5月2日

- 13日 - 【実施】 伊東温泉競輪場で、ミッドナイト競輪を開始（全国18場目）[10]。この開催では採算ラインを上回る売り上げがあり、上々のスタートを切った[13]。→ 2018年8月13日

- 17日 - 【実施】 松山競輪場で、ミッドナイト競輪を開始（全国19場目）[10]。→ 2018年8月13日

- 17日 - 【記録】 石井寛子（東京・104期、L1）が、小倉競輪（FII）2日目第2レースにて1着となり、奥井迪に次ぎガールズケイリン2人目となる通算300勝を達成[14]。登録日から5年10ヶ月7日（登録日を含まない）での達成であったが、405戦目での達成であり、出走数ベースでは奥井迪を上回る最短記録であった。規程に基づき、3月6日に京王閣競輪場にて通算300勝表彰式が執り行われた[15]。

- 22日 - 【記録】 山原さくら（高知・104期、L1）が、大垣競輪（FI）最終日第10レース（決勝）にて1着となり、ガールズケイリン3人目となる通算300勝を達成[16]。登録日から5年10ヶ月12日（登録日を含まない）での達成であった。規程に基づき、4月7日に高知競輪場にて通算300勝表彰式が執り行われた[17]。

### 3月
- 06日 - 【広報】 2019年4月1日から、岸和田競輪場が愛称を「ブッキースタジアム岸和田」とすることを発表（ブッキーは日本トーター株式会社のキャラクター）[18]。

- 20日 - 【記録】 澤田義和（兵庫・69期、S1）が、小田原競輪（FI）3日目第8レースにて1着となり、S級が新設された1983年4月以降では30人目となる通算500勝を達成。デビューから26年11ヶ月11日での達成であった[19]。規程に基づき、6月9日に向日町競輪場にて通算500勝表彰式が執り行われた[20]。

- 26日 - 【実施】 JKAは、2020年度のGP・GI・GIIの開催日程と開催競輪場を発表した。このうち、和歌山競輪場で初のGI開催（第71回高松宮記念杯競輪）が決定した[21]。

### 4月
- 01日 - 【実施】 2019年5月31日を初日とする競輪から、競技規則等を一部改正することを発表[22]（先頭員に対する早期追い抜きや妨害行為の厳格化など[23][24]）。6月以降は、先頭員に対する早期追い抜きなどで失格した場合、即座にあっせん保留となり、後に一定期間あっせん停止とする処分が下される[25]。→ 6月6日

- 01日 - 【広報】 JKAが、新企業ロゴマークを披露。また併せて、競輪とオートレースの売上の一部で実施している補助事業の新テレビコマーシャルを全国で放映開始[26]。

- 10日 - 【記録】 加倉正義（福岡・68期、S2）が、小倉競輪（FI）初日第11レースにおいて1着となり、S級が新設された1983年4月以降では澤田義和に次ぐ31人目となる通算500勝を達成。デビューから27年8ヶ月3日（デビュー日を含まない）での達成であった[27]。規程に基づき、10月26日に久留米競輪場にて通算500勝表彰式が執り行われた[28]。

- 16日 - 【広報】 KEIRIN.JP管轄による、特別競輪withウルトラマンシリーズによるスペシャルサイト「ウルトラケイリン」を公開[29]。

- 16日 - 【記録】 全国競輪施行者協議会が、2018年度の車券売上高と入場者数（確報値）を発表。総車券売上高は6,541億1,712万5,300円で対前年度比102.2%となり、5年連続増加となった。ただ、本場入場者数は250万5,291人で、同92.4%と減少した。その他、1日平均売上高は2億9,007万4,100円（同98.7%）、場外売上高は3,214億6,418万4,700円（同94.2%）、本場売上高は263億3,762万4,800円（同90.4%）、電話投票売上高は3,063億1,531万5,800円（同113.6%）、電話投票利用者数は5,549万6,052人（同117.9%）、重勝式売上高は27億5,646万8,500円（同109.4%）。なお、総開催日数は2017年度より77日多い2255日であった[30]。グレードレース別では、いずれも対前年度比で、GIは総額101.4%・一日平均94.4%、GIIは総額・一日平均とも95.7%、GIIIは総額96.3%・一日平均92.0%、FIは総額102.8%・一日平均103.3%、FIIは総額111.6%・105.3%で、GI・GII・GIIIともGIの総額を除いてマイナスであった（GIの総額がプラスとなったのは、競輪祭が6日間開催となった結果）[31][32]。

- 30日 - 【記録】 平成最後の競輪レースとなった松山ミッドナイトFII7RのA級決勝戦[33][34]は、藤原憲征（新潟・85期、A1）の優勝で締めくくられた。

### 5月
- 01日 - 【実施】 日本競輪学校が、『競輪選手の養成に特化した施設であること』を明確にするため、日本競輪選手養成所へ名称を変更（但し公表は9日付）[35]。
- 05日 - 【記録】 脇本雄太（94期・福井、SS）が第73回日本選手権競輪（ダービー）（松戸）でダービー初制覇。ダービーの完全優勝は33年ぶり（1986年平塚の滝澤正光以来）通算7人目で、4日制以上のGI完全優勝自体21年ぶり（1998年の一宮でのオールスター競輪の山口幸二以来）[36][37]であった。
- 09日 - 【広報】 日本競輪学校は、5月1日付で名称を「日本競輪選手養成所」に変更したこと、併せて同養成所の英語表記を「Japan Institute of KEIRIN（ジャパン インスティテュート オブ ケイリン）」、短期表記を「JIK（ジェイ アイ ケー）」としたことを発表した。また、科学的トレーニング導入のほか、学科授業においてもSNS講座や英会話授業の導入など養成カリキュラムを抜本的に変更するほか、入所試験制度についても学歴撤廃（今後は中卒でも受験が可能となる。但し「満17歳以上」の年齢制限は変更なし）と受験制限（受験回数5回まで・受験年数8年まで）の導入、女子の技能試験科目のうち1000mタイム測定を500mタイム測定へ変更することも併せて発表した[35]。
- 25日 - 【記録】 金子貴志（75期・愛知、S1）が、全日本プロ選手権自転車競技大会記念競輪初日第9レース（特選）で2着となり、通算取得賞金額が1,000,306,088円となり10億円を突破。通算取得賞金額10億円達成は、通算32人目、現役選手では18人目[38]。

### 6月
- 06日 - 【事象】 横田政直（103期・群馬、A2）が、宇都宮競輪（FI）初日第2レースで、打鐘前から突っ張り先行し先頭員を追い抜いたため失格と判定された（2着入線）。6月から適用された新ルールによる失格者は初めてで、また当開催が新ルール導入後全国で初となる500mバンクでの開催であった（500mバンクでは打鐘まで先頭員の追い抜きは禁止）。横田は即日帰郷となっただけでなく、即座にあっせん保留され[25]（正式には6月9日付）、6月21日付で翌7月1日より8月31日まで2ヶ月間（あっせん保留期間も含めて実質3ヶ月間相当）あっせん停止の処分が下された[39]。→ 4月1日

### 7月
- 17日 - 【実施】 日本競輪選手養成所は、予てから敷地内に建設中であった、国際基準に準じた木製屋内250mトラック「JKA250（にーごーまる）」の落成式を実施。木製屋内250mトラックは、近接する日本サイクルスポーツセンター敷地内にある伊豆ベロドロームに次いで国内2番目となる[40]。最大傾斜は42.8度（伊豆ベロドロームは45度）で、基本は養成所の候補生が使用するが、伊豆ベロドロームが東京オリンピックに向けて改修工事を行うため、自転車ナショナルチームも練習拠点として使用する[41]。

- 19日 - 【実施】 JKAは、モーニング競輪において、2019年8月10日の開催から一部の競輪場で、第1レース開始時刻を従来より20分前倒しして午前8時30分とする試行開催を実施することを発表[42]。

- 21日 - 【記録】 高木隆弘（神奈川・64期、S2）が、大垣競輪（GIII）2日目第1レースで1着となり、澤田義和、加倉正義に次いで通算32人目となる通算500勝を達成。デビューから31年目での達成であった[43]。規程に基づき、9月23日に平塚競輪場にて通算500勝表彰式が執り行われた[44]。

- 28日 - 【記録】 倉岡慎太郎（熊本・59期、A2）が、青森競輪（FII）3日目第3レースで1着となり、高木隆弘に次いで通算33人目となる通算500勝を達成。デビューから33年目での達成[45]。規程に基づき、10月27日に久留米競輪場にて通算500勝表彰式が執り行われた[46]。

### 8月
- 09日 - 【実施】 名古屋競輪場で、ミッドナイト競輪を11月5日より実施することを発表（開催は全国22場目）[47][48]。→ 11月5日

- 14日 - 【記録】 神山雄一郎（栃木・61期、S1）が、オールスター競輪30回連続出場を果たし、第62回オールスター競輪（名古屋競輪場）初日の開会式にて表彰された[49][50]。

- 20日 - 【記録】 テオ・ボス（オランダ、S2）が、四日市競輪（FI）2日目第11レース準決勝において上がりタイム10秒5を記録（1着）し、バンクレコードを更新。従来の記録は、2007年7月13日に前田拓也（大阪・71期）が記録した10秒6[51]。

- 25日 - 【記録】 石井寛子（東京・104期、L1）が、松阪競輪（FII）3日目決勝で2着となり、ガールズケイリンでは初となる通算取得賞金額1億円を突破[52]。

### 9月
- 04日 - 【記録】 日本競輪選手養成所で、2日から4日にかけて行われた第117回生・第118回生第2回卒業認定記録会において、第117回生（男子）では町田太我候補生、菊池岳仁候補生、坂本紘規候補生、寺崎浩平候補生が、第118回生（女子）では永塚祐子候補生が、それぞれゴールデンキャップを獲得した。記録会で一度に5名もの獲得者が誕生したのは、旧競輪学校時代も含めて初。また、町田候補生と菊池候補生の2人は5月に行われた第1回卒業認定記録会でもゴールデンキャップを獲得しており、男子では初、女子も含めると小林優香に次いで2人目・3人目となる複数回ゴールデンキャップ獲得者となった[53]。

- 19日 - 【記録】 テオ・ボス（オランダ、S2）が、別府競輪（FI）2日目第11レース準決勝において上がりタイム10秒5を記録（1着）し、バンクレコードを更新。従来の記録は、2014年5月24日に金子貴志（愛知・75期）が記録した10秒7[54]。

- 30日 - 【実施】 奈良競輪場で、2020年1月25日よりナイター競輪を開催することが決定。愛称は『まほろばナイトレース』[55]（ミッドナイト競輪は既に実施済み）。→ 2020年1月25日

- 30日 - 【実施】 JKAは、ニーズの多様化に応えるため、一部のナイター競輪にて、現状では7車立てレースの少ない18時〜20時台に7車立てレースを増やすことを発表。対象となる開催では、FIIナイター開催における従来のレースプログラムを入れ替え、原則としてA級1・2班戦9車立てレースを前半の時間帯に、A級3班7車立てレースを後半の時間帯に実施する[56]。

### 10月
- 01日 - 【広報】 広島競輪場が「チャリロトバンクひろしま」の呼称を命名権（ネーミングライツ）によって使用開始（以降、2年6ヶ月）[57]。

- 03日 - 【事象】 KEIRIN.JPにて不整合なデータ入力を原因とするシステム障害が朝に発生し[58][59][60][61]、3日・4日の全開催と、5日の一部開催を中止した[62][63]。これにより、松戸競輪GIII（千葉競輪GIII滝澤正光杯in松戸）の開催は2日間順延となった[64]。
  - 11月8日に出された中間報告では、A級3班から同2班への特別昇班をした某選手に対する、チャレンジ戦（A級3班のみ出走するレース）のあっせん取消追加処理を実施する際に、通常の取消追加とは異なりシステム上では一日早い入力処理が必要な仕様になっていたにもかかわらず、通常通りに予定していた処理日の前日にデータ処理締切日が到来し、その日の夜間定例処理においてデータ不整合となったことが今回のシステム障害の直接の原因、との報告がなされた。また、当日の原因の究明とそれに伴う復旧作業に時間を要したため、翌4日の開催中止・順延・打ち切りといった一連の事象にも影響を与えた[65]。
  - 2020年1月17日に最終報告が出され、開発ベンダー作成の業務マニュアルとシステムの仕様の齟齬によりあっせんレコードのデータ重複が発生したこと、及び開発ベンダーにおける原因究明と復旧作業においてトライ&エラーを繰り返したことで本来実施すべき正しい手順での復旧作業が行えず、データに誤りが生じたまま処理を進めたことによりデータ不整合を招いたことが原因、と結論づけた。今後は、システムチェックツール機能の開発などの再発防止策を講じることとした[66]。

- 08日 - 【事象】 小埜正義（千葉・88期、S2）が、松戸競輪（GIII）最終日第12レース決勝で、5月31日からの競技規則改正後初となる「暴走」で失格（9位入線）。打鐘開始前からのスパートで1位入線者から5秒以上遅れてゴールした場合の条項で、改正前は6秒以上であった[67]。

- 11日 - 【記録】 金子貴志（愛知・75期、S1）が、寬仁親王牌・世界選手権記念トーナメント20回連続出場を果たし、第28回大会（前橋競輪場）初日の開会式にて表彰された[68]。なお、同大会では令和元年東日本台風（台風19号）の影響で2日目が開催中止・順延となり、決勝戦は15日に実施された[69]。

- 21日 - 【記録】 伏見俊昭（福島・75期、S1）が、京王閣競輪（GIII）3日目第7レースで1着となり、通算34人目となる通算500勝を達成（デビューから25年目での達成）[70]。規程に基づき、2020年1月24日にいわき平競輪場にて通算500勝表彰式が執り行われた[71]。

### 11月
- 05日 - 【実施】 名古屋競輪場で、ミッドナイト競輪を開始（全国22場目）[48]。→ 8月9日
- 22日 - 【記録】 小倉竜二（徳島・77期、S1）が、第61回朝日新聞社杯競輪祭4日目第7レース（二次予選B）にて5着となり、通算取得金額が1,000,121,122円となり、10億円を突破。10億円達成者は通算33人目で、現役選手では5月25日に達成した金子貴志以来となる19人目であった[72]。
- 23日 - 【記録】 三ツ井勉（神奈川・45期、A3）が、取手競輪（FII）2日目第1レースで1着となり、競輪の最高齢勝利記録を更新（64歳1ヶ月と13日）。従来の記録は橘内茂夫（東京・期前、引退）による64歳0ヶ月17日だった[73]。
- 24日 - 【記録】 坂井洋（栃木・115期、S2）が、1983年4月のS級創設以来、S級初優勝最速記録を更新。当日決勝戦が行われた平塚競輪（FI）にて優勝し、デビューから最速となる144日でのS級初優勝となった（のち2020年4月3日に117期の寺崎浩平が更新）[74]。→ 2020年4月3日
- 29日 - 【事象】 会員制場外車券売場「サテライト名古屋」（名古屋市中区）が、収益黒字化の見込みが立たないため当日の業務をもって営業休止した[75]。なお、その後は12月2日まで営業休止したあと、翌3日より払戻業務とポイントの返金業務のみ再開し[76]、グランプリシリーズ初日となる28日より車券発売も再開した[77]。
- 29日 - 【実施】 12月開催より[78]、紙に手書きだった選手登録証と登録選手手帳さらに選手健康手帳の3つが、ICカードの選手登録証1枚に集約された[79][80][81][82][83]。

### 12月
- 13日 - 【記録】 三ツ井勉（神奈川・45期、A3）が、和歌山競輪（FII）3日目第2レースで1着となり、自身が記録した競輪の最高齢勝利記録を再度更新（64歳2ヶ月と3日）[84][85]。

- 21日 - 【記録】 梶田舞（栃木・104期、L1）が、取手競輪（FII）3日目決勝で2着となり、ガールズケイリンでは石井寛子に次ぐ通算取得賞金額1億円を突破[86]。

- 23日 - 【事象】 JKAは23日、日本競輪選手養成所から、旧日本競輪学校時代も含めて初の早期卒業者が誕生したことを発表した。117期の寺崎浩平候補生（福井、25歳）と菊池岳仁候補生（長野、19歳）の二人で、12月中旬に実施された2019年度第1回競輪選手資格検定を受験し[87]合格したことを受け、25日に早期卒業証書授与式が行われ、一足早く養成所を卒業した。二人は他の候補生に先駆けて半年早く、翌2020年1月より競輪選手としてデビューした[88][89][90]。

- 25日 - 【実施】 静岡競輪場で、2020年3月3日よりナイター競輪を開催することが決定。愛称は『富士山バンクナイトレース』[91]。 → 2020年3月3日

- 27日 - 【実施】 JKAは、2021年度開催のオールスター競輪（第64回）からナイター開催とすること、6日間制とすること[92]を決定[93]。

- 27日 - 【実施】 JKAは、19日に開催した競輪活性化員会において、『競輪ルーキーシリーズ2020』を創設することを発表。同シリーズでは、日本競輪選手養成所を2020年3月に卒業した男女新人選手（前年12月で早期卒業した2名は除外）を対象に同年5月から6月にかけて3開催を実施し、翌7月より正式デビューする新人選手のPRの場とする。この『ルーキーシリーズ』の成績は級班審査や特別昇班などの対象とはならないが、それを基にして7月以降のレースにて平均得点に反映させるため、チャレンジ戦・ガールズケイリンでの車券購入時の脚力評価の判断材料の一つとなる。また、男子に限り原則としてこの『ルーキーシリーズ』での成績上位選手14名をあっせんし、2020年9月・10月のグレードレース最終日で単発の企画レースを実施する予定[94]。

- 29日 - 【記録】 三ツ井勉（神奈川・45期、A3）が、松戸競輪（FII）2日目第2レースで1着となり、自身が記録した競輪の最高齢勝利記録を再々度更新（64歳2ヶ月と19日）[95]。

- 30日 -  【記録】 KEIRINグランプリ2019にて、佐藤慎太郎（福島・78期、S1）が優勝。KEIRINグランプリは13年ぶり5回目の出場であり、43歳1か月でグランプリ史上最年長での初優勝。また、KEIRINグランプリ2011で優勝した山口幸二（優勝時43歳5か月）に次ぐ年長優勝でもあった[96]。

## GP
出典：
| レース名             | 場名 | 日程           | 優勝者     | 総売上 （ ）内は対前回比    |
| -------------------- | ---- | -------------- | ---------- | --------------------------- |
| KEIRINグランプリ2019 | 立川 | 12月30日（月） | 佐藤慎太郎 | 052億1579万6700円（100.2%） |

## GI
| レース名                                     | 場名   | 日程                                     | 優勝者     | 総売上 （ ）内は対前回比   |
| -------------------------------------------- | ------ | ---------------------------------------- | ---------- | -------------------------- |
| 第34回読売新聞社杯全日本選抜競輪             | 別府   | 02月08日（金） 〜 11日（月祝）           | 中川誠一郎 | 083億0258万8500円（99.3%） |
| 第73回日本選手権競輪                         | 松戸   | 04月30日（火祝） 〜 5月5日（日祝）       | 脇本雄太   | 135億8168万5600円（99.9%） |
| 第70回高松宮記念杯競輪                       | 岸和田 | 06月13日（木） 〜 16日（日）             | 中川誠一郎 | 084億9166万9800円（99.8%） |
| 第62回オールスター競輪                       | 名古屋 | 08月14日（水） 〜 18日（日）             | 新田祐大   | 109億1278万4500円（95.6%） |
| 第28回寬仁親王牌・世界選手権記念トーナメント | 前橋   | 10月11日（金） 〜 14日（月祝）15日（火） | 村上博幸   | 067億7167万6300円（88.1%） |
| 第61回朝日新聞社杯競輪祭                     | 小倉   | 11月19日（火） 〜 24日（日）             | 松浦悠士   | 088億5991万2200円（83.2%） |

## GII
出典：
| レース名                         | 場名 | 日程                           | 優勝者   |
| -------------------------------- | ---- | ------------------------------ | -------- |
| 第03回ウィナーズカップ           | 大垣 | 03月21日（木祝） 〜 24日（日） | 脇本雄太 |
| 第15回サマーナイトフェスティバル | 別府 | 07月13日（土） 〜 15日（月祝） | 村上博幸 |
| 第35回共同通信社杯競輪           | 松阪 | 09月13日（金） 〜 16日（月祝） | 郡司浩平 |
| ヤンググランプリ2019             | 立川 | 12月29日（日）                 | 松本貴治 |

## GIII
出典：
| ※ | 「国際自転車トラック競技支援競輪」 | ★  | 「ナイター開催」                          |
| L | ガールズケイリン組み込み           | 替 | 代替地での開催 （千葉→松戸、熊本→久留米） |

| 最終日の単発レース                 | 最終日の単発レース                        | 最終日の単発レース |
| ---------------------------------- | ----------------------------------------- | ------------------ |
| 7 = S級ブロックセブン              | I = GK2019 インターナショナル             |                    |
| AF = レインボーカップA級ファイナル | CF = レインボーカップチャレンジファイナル |                    |
| NC = ルーキーチャンピオンレース    | GQ = ガールズ フレッシュクイーン          |                    |

|    | 場名   |    |    | 日程                                 | 優勝者                 |
| -- | ------ | -- | -- | ------------------------------------ | ---------------------- |
| 28 | 立川   |    | 7  | 01月04日（金） 〜 01月07日（月）     | 清水裕友               |
| 55 | 和歌山 |    | 7  | 01月11日（金） 〜 01月14日（月祝）   | 池田憲昭               |
| 25 | 大宮   |    | 7  | 01月17日（木） 〜 01月20日（日）     | 神山拓弥               |
| 47 | 松阪   |    | 7  | 01月24日（木） 〜 01月27日（日）     | 村上博幸               |
| 71 | 高松   |    | 7  | 01月31日（木） 〜 02月03日（日）     | 太田竜馬               |
| 53 | 奈良   |    | 7  | 02月16日（土） 〜 02月19日（火）     | 村上博幸               |
| 38 | 静岡   |    | 7  | 02月23日（土） 〜 02月26日（火）     | 古性優作               |
| 61 | 玉野   |    | 7  | 02月28日（木） 〜 03月03日（日）     | 阿竹智史               |
| 75 | 松山   |    | NC | 03月07日（木） 〜 03月10日（日）     | 渡部哲男               |
| 63 | 防府   | ※L | /  | 03月15日（金） 〜 03月17日（日）     | 桐山敬太郎             |
| 81 | 小倉   | L  | /  | 03月29日（金） 〜 03月31日（日）     | 南潤                   |
| 84 | 武雄   |    | 7  | 04月04日（木） 〜 04月07日（日）     | 荒井崇博               |
| 74 | 高知   |    | GQ | 04月11日（木） 〜 04月14日（日）     | 山中貴雄               |
| 34 | 川崎   |    | 7  | 04月18日（木） 〜 04月21日（日）     | 郡司浩平               |
| 37 | 伊東   | ※L | /  | 04月25日（木） 〜 04月28日（日）     | マシュー・グレーツァー |
| 35 | 平塚   |    | 7  | 05月11日（土） 〜 05月14日（火）     | 松岡健介               |
| 24 | 宇都宮 |    | 7  | 05月16日（木） 〜 05月19日（日）     | 村上義弘               |
| 23 | 取手   |    | AF | 06月01日（土） 〜 06月04日（火）     | 松浦悠士               |
| 48 | 四日市 | ★L | /  | 06月06日（木） 〜 06月09日（日）     | 山岸佳太               |
| 11 | 函館   |    | CF | 06月22日（土） 〜 06月25日（火）     | 新山響平               |
| 83 | 久留米 |    | 7  | 06月27日（木） 〜 06月30日（日）     | 平原康多               |
| 73 | 小松島 |    | 7  | 07月04日（木） 〜 07月07日（日）     | 太田竜馬               |
| 44 | 大垣   |    | 7  | 07月20日（土） 〜 07月23日（火）     | 宮本隼輔               |
| 21 | 弥彦   |    | 7  | 07月25日（木） 〜 07月28日（日）     | 諸橋愛                 |
| 26 | 西武園 |    | 7  | 08月01日（木） 〜 08月04日（日）     | 平原康多               |
| 34 | 川崎   | ★L | /  | 08月09日（金） 〜 08月12日（月振休） | 山岸佳太               |
| 36 | 小田原 |    | 7  | 08月24日（土） 〜 08月27日（火）     | 郡司浩平               |
| 46 | 富山   |    | 7  | 08月29日（木） 〜 09月01日（日）     | 松浦悠士               |
| 12 | 青森   |    | 7  | 09月05日（木） 〜 09月08日（日）     | 新山響平               |
| 43 | 岐阜   |    | 7  | 09月21日（土） 〜 09月24日（火）     | 太田竜馬               |
| 54 | 向日町 |    | 7  | 09月26日（木） 〜 09月29日（日）     | 阿部力也               |
| 32 | 千葉   | 替 | 7  | 10月05日（土） 〜 10月08日（火）     | 三谷竜生               |
| 27 | 京王閣 |    | 7  | 10月19日（土） 〜 10月22日（火）     | 和田健太郎             |
| 87 | 熊本   | 替 | 7  | 10月24日（木） 〜 10月27日（日）     | 中川誠一郎             |
| 63 | 防府   |    | 7  | 11月01日（金） 〜 11月04日（月）     | 清水裕友               |
| 48 | 四日市 |    | 7  | 11月07日（木） 〜 11月10日（日）     | 柴崎淳                 |
| 86 | 別府   |    | 7  | 11月30日（土） 〜 12月03日（火）     | 松井宏佑               |
| 85 | 佐世保 |    | CF | 12月05日（木） 〜 12月08日（日）     | 太田竜馬               |
| 62 | 広島   |    | AF | 12月12日（木） 〜 12月15日（日）     | 岡村潤                 |
| 37 | 伊東   |    | 7  | 12月21日（土） 〜 12月24日（火）     | 三谷竜生               |

## FI
| 場名 | タイトル           | 日程                         | 優勝者   |
| ---- | ------------------ | ---------------------------- | -------- |
| 立川 | 寺内大吉記念杯競輪 | 12月28日（土） 〜 30日（月） | 稲毛健太 |

## FII
KEIRIN EVOLUTION
『WORLD EVOLUTION TOURNAMENT』
| 開催場 | 月日                          | 優勝者               |
| ------ | ----------------------------- | -------------------- |
| 川崎   | 07月13日（土）〜 15日（月祝） | マティエス・ブフリ   |
| 和歌山 | 08月07日（水）〜 09日（金）   | ジョセフ・トルーマン |

S級ブロックセブン
| 開催場 | 月日             | 優勝者     | 地区   |
| ------ | ---------------- | ---------- | ------ |
| 立川   | 01月07日（月）   | 大坪功一   | 九州   |
| 和歌山 | 01月14日（月祝） | 稲垣裕之   | 近畿   |
| 大宮   | 01月20日（日）   | 根田空史   | 南関東 |
| 松阪   | 01月27日（日）   | 志智俊夫   | 中部   |
| 高松   | 02月03日（日）   | 坂本周作   | 北日本 |
| 奈良   | 02月19日（火）   | 三谷将太   | 近畿   |
| 静岡   | 02月26日（火）   | 中本匠栄   | 九州   |
| 玉野   | 03月03日（日）   | 園田匠     | 九州   |
| 武雄   | 04月07日（日）   | 佐々木雄一 | 北日本 |
| 川崎   | 04月21日（日）   | 勝瀬卓也   | 南関東 |
| 平塚   | 05月14日（火）   | 吉田茂生   | 中部   |
| 宇都宮 | 05月19日（日）   | 北野武史   | 中部   |
| 久留米 | 06月30日（日）   | 黒田淳     | 中国   |
| 小松島 | 07月07日（日）   | 恩田淳平   | 関東   |
| 大垣   | 07月23日（火）   | 五日市誠   | 北日本 |
| 弥彦   | 07月28日（日）   | 近藤保     | 南関東 |
| 西武園 | 08月04日（日）   | 黒沢征治   | 関東   |
| 小田原 | 08月27日（火）   | 金子哲大   | 関東   |
| 富山   | 09月01日（日）   | 東龍之介   | 南関東 |
| 青森   | 09月08日（日）   | 岩本俊介   | 南関東 |
| 岐阜   | 09月24日（火）   | 坂本貴史   | 北日本 |
| 向日町 | 09月29日（日）   | 山田久徳   | 近畿   |
| 松戸   | 10月08日（火）   | 島川将貴   | 四国   |
| 京王閣 | 10月22日（火）   | 庄子信弘   | 北日本 |
| 久留米 | 10月27日（日）   | 湊聖二     | 四国   |
| 防府   | 11月04日（月）   | 北津留翼   | 九州   |
| 四日市 | 11月10日（日）   | 松岡篤哉   | 中部   |
| 別府   | 12月03日（火）   | 武藤龍生   | 関東   |
| 伊東   | 12月24日（火）   | 山中秀将   | 南関東 |

その他
| 場名 | タイトル                               | 日程           | 優勝者   |
| ---- | -------------------------------------- | -------------- | -------- |
| 松山 | ルーキーチャンピオンレース（NC） 113期 | 03月10日（日） | 宮本隼輔 |
| 松山 | スーパープロピストレーサー賞           | 05月26日（日） | 太田竜馬 |

## GPメンバー・4日制以上のGI決勝進出者（34名）
- a北日本、b関東、c南関東 / D中部、E近畿、F中国、G四国、H九州
- 棄 ＝ 途中棄権、失 ＝ 失格、B ＝ 最終バックストレッチの先頭通過者
- 賞金 ＝ 取得賞金額順位でのGP出場
- * ＝ 本年度のS級S班（残る1名は村上義弘）

| 県  | 期  |            | 400 全日 選 | 333 ダー ビー | 400 高松 宮杯 | 400 オー ル | 335 親王 牌 | 400 競輪 祭 | 400 G P   |
|     |     |            | 逃          | 捲            | 差            | 捲          | 差          | 差          | 差        |
| --- | --- | ---------- | ----------- | ------------- | ------------- | ----------- | ----------- | ----------- | --------- |
| H熊 | 085 | 中川誠一郎 | 1 B         | 丶            | 1             | 6           | 9           | 丶          | 8 ★★      |
| a島 | 078 | 佐藤慎太郎 | 2           | 丶            | 丶            | 2           | 丶          | 丶          | 1 （賞5） |
| b茨 | 101 | 吉澤純平   | 3           | 丶            | 丶            | 丶          | 丶          | 丶          | 丶        |
| b茨 | 088 | 武田豊樹*  | 4           | 丶            | 丶            | 丶          | 丶          | 丶          | 丶        |
| c神 | 099 | 和田真久留 | 5           | 丶            | 丶            | 丶          | 丶          | 丶          | 丶        |
| F広 | 098 | 松浦悠士   | 6           | 8             | 丶            | 丶          | 丶          | 1           | 7 ★       |
| G徳 | 077 | 小倉竜二   | 7           | 丶            | 6             | 丶          | 丶          | 丶          | 丶        |
| G香 | 076 | 香川雄介   | 8           | 丶            | 丶            | 丶          | 丶          | 丶          | 丶        |
| D愛 | 085 | 吉田敏洋   | 9           | 丶            | 丶            | 丶          | 丶          | 丶          | 丶        |
| E井 | 094 | 脇本雄太*  | 丶          | 1             | 5 B           | 丶          | 丶          | 丶          | 2 B ★     |
| F山 | 105 | 清水裕友*  | 丶          | 2             | 4             | 丶          | 3           | 2 B         | 5 （賞3） |
| a城 | 091 | 菅田壱道   | 丶          | 3             | 丶            | 9           | 丶          | 丶          | 丶        |
| E大 | 100 | 古性優作   | 丶          | 4             | 丶            | 丶          | 丶          | 丶          | 丶        |
| c静 | 105 | 渡邉雄太   | 丶          | 5 B           | 丶            | 丶          | 丶          | 丶          | 丶        |
| c千 | 090 | 田中晴基   | 丶          | 6             | 丶            | 丶          | 丶          | 丶          | 丶        |
| G徳 | 098 | 原田研太朗 | 丶          | 7             | 丶            | 丶          | 丶          | 丶          | 丶        |
| D愛 | 096 | 深谷知広   | 丶          | 9             | 丶            | 丶          | 丶          | 丶          | 丶        |
| a島 | 090 | 新田祐大*  | 丶          | 丶            | 2             | 1           | 丶          | 丶          | 4 ★       |
| c神 | 095 | 小原太樹   | 丶          | 丶            | 3             | 丶          | 丶          | 丶          | 丶        |
| b埼 | 087 | 平原康多*  | 丶          | 丶            | 7             | 5 B         | 丶          | 9           | 3 （賞7） |
| b群 | 092 | 木暮安由   | 丶          | 丶            | 8             | 丶          | 6           | 5           | 丶        |
| a島 | 088 | 渡邉一成   | 丶          | 丶            | 9             | 4           | 丶          | 丶          | 丶        |
| b新 | 079 | 諸橋愛     | 丶          | 丶            | 丶            | 3           | 丶          | 3           | <補欠>    |
| c神 | 099 | 郡司浩平   | 丶          | 丶            | 丶            | 7           | 丶          | 丶          | 5 （賞8） |
| c千 | 079 | 中村浩士   | 丶          | 丶            | 丶            | 8           | 丶          | 丶          | 丶        |
| E京 | 086 | 村上博幸*  | 丶          | 丶            | 丶            | 丶          | 1           | 丶          | 9 ★       |
| E奈 | 101 | 三谷竜生*  | 丶          | 丶            | 丶            | 丶          | 2 B         | 丶          | 丶        |
| a島 | 099 | 小松崎大地 | 丶          | 丶            | 丶            | 丶          | 4           | 丶          | 丶        |
| c千 | 087 | 和田健太郎 | 丶          | 丶            | 丶            | 丶          | 5           | 6           | 丶        |
| H福 | 087 | 園田匠     | 丶          | 丶            | 丶            | 丶          | 7           | 丶          | 丶        |
| D三 | 090 | 浅井康太*  | 丶          | 丶            | 丶            | 丶          | 8           | 丶          | 丶        |
| F岡 | 088 | 柏野智典   | 丶          | 丶            | 丶            | 丶          | 丶          | 4           | 丶        |
| D三 | 095 | 坂口晃輔   | 丶          | 丶            | 丶            | 丶          | 丶          | 7           | 丶        |
| b茨 | 107 | 吉田拓矢   | 丶          | 丶            | 丶            | 丶          | 丶          | 8           | 丶        |

## 女子
格付けは全てFII

### ガールズケイリン特別レース[104]
| レース名                                                   | 場名   | 日程     | 優勝者            |
| ---------------------------------------------------------- | ------ | -------- | ----------------- |
| ガールズケイリンコレクション 第1戦                         | 大垣   | 03月24日 | 小林優香          |
| ガールズケイリンコレクション 第2戦                         | 松戸   | 05月02日 | 児玉碧衣          |
| ガールズケイリンフェスティバル                             | 別府   | 07月15日 | 石井貴子（106期） |
| ガールズケイリンコレクション 第3戦・アルテミス賞レース     | 名古屋 | 08月15日 | 長澤彩            |
| ガールズケイリンコレクション 第3戦・ガールズドリームレース | 名古屋 | 08月17日 | 石井寛子          |
| ガールズグランプリトライアル トパーズ                      | 小倉   | 11月21日 | 小林優香          |
| ガールズグランプリトライアル アメジスト                    | 小倉   | 11月21日 | 梅川風子          |
| オッズパーク杯ガールズグランプリ2019                       | 立川   | 12月28日 | 児玉碧衣          |

### 女子 その他
| 場名 | タイトル                                       | 月日           | 優勝者   |
| ---- | ---------------------------------------------- | -------------- | -------- |
| 高知 | ガールズ フレッシュクイーン（GQ） 112期・114期 | 04月14日（日） | 梅川風子 |
| 伊東 | ガールズケイリン2019 インターナショナル        | 04月28日（日） | 小林優香 |

## 獲得賞金ランキング
- 男子上位30名
- 女子上位20名
- 新人（男子<115期>・女子<116期>）各上位10名 (PDF)

## 死去
- 4月25日 - 戸上守（元競輪選手、福岡・2期）、83歳没[105]